# St. Martin (Unterbernbach)

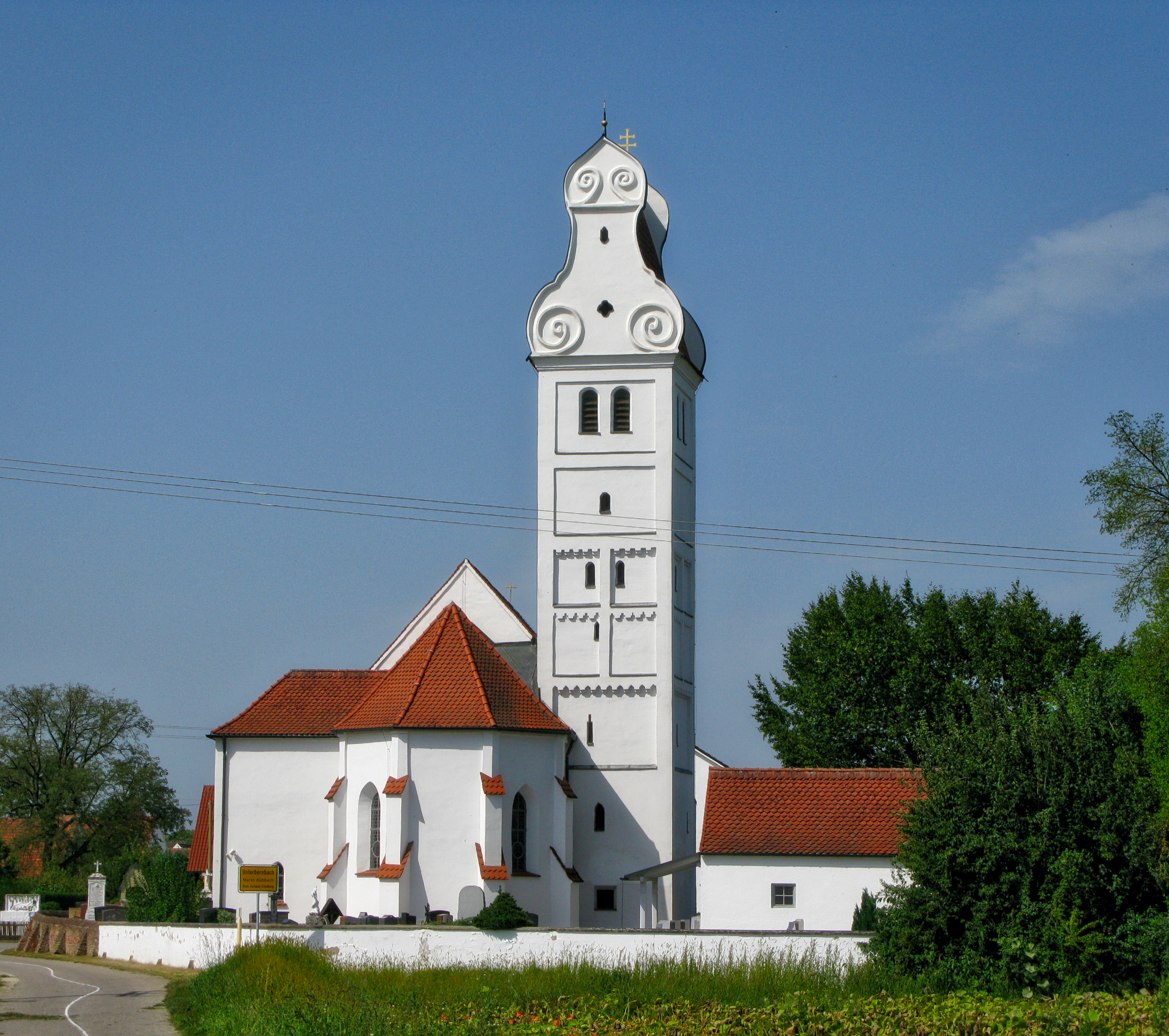
St. Martin in Unterbernbach

Die katholische Pfarrkirche St. Martin ist ein Baudenkmal in Unterbernbach bei Kühbach.

## Geschichte
St. Martin ist eine der ältesten Kirchen im Wittelsbacher Land. Der Vorgängerbau war vermutlich eine Kapelle, die dem heiligen Veit geweiht war. Dieser ist auch heute noch neben dem heiligen Martin Patron der Kirche. Der gotische Turm wurde in der ausgehenden Renaissance oder im Frühbarock mit Voluten versehen. Der Chor entstand gemäß einer Datierung im Gewölbe im Jahre 1488. Das Langhaus der Kirche wurde 1875/76 unter Verwendung des ursprünglichen, spätgotischen Mauerwerks erstellt.

## Baubeschreibung
Bei St. Martin handelt es sich um einen flachgedeckten Saalbau mit eingezogenem, dreiseitig geschlossenem Chor unter einem Kreuzrippengewölbe. Der gotische Satteldachturm mit Bogenfriesen hat einen geschwungenen Volutengiebel.

## Ausstattung

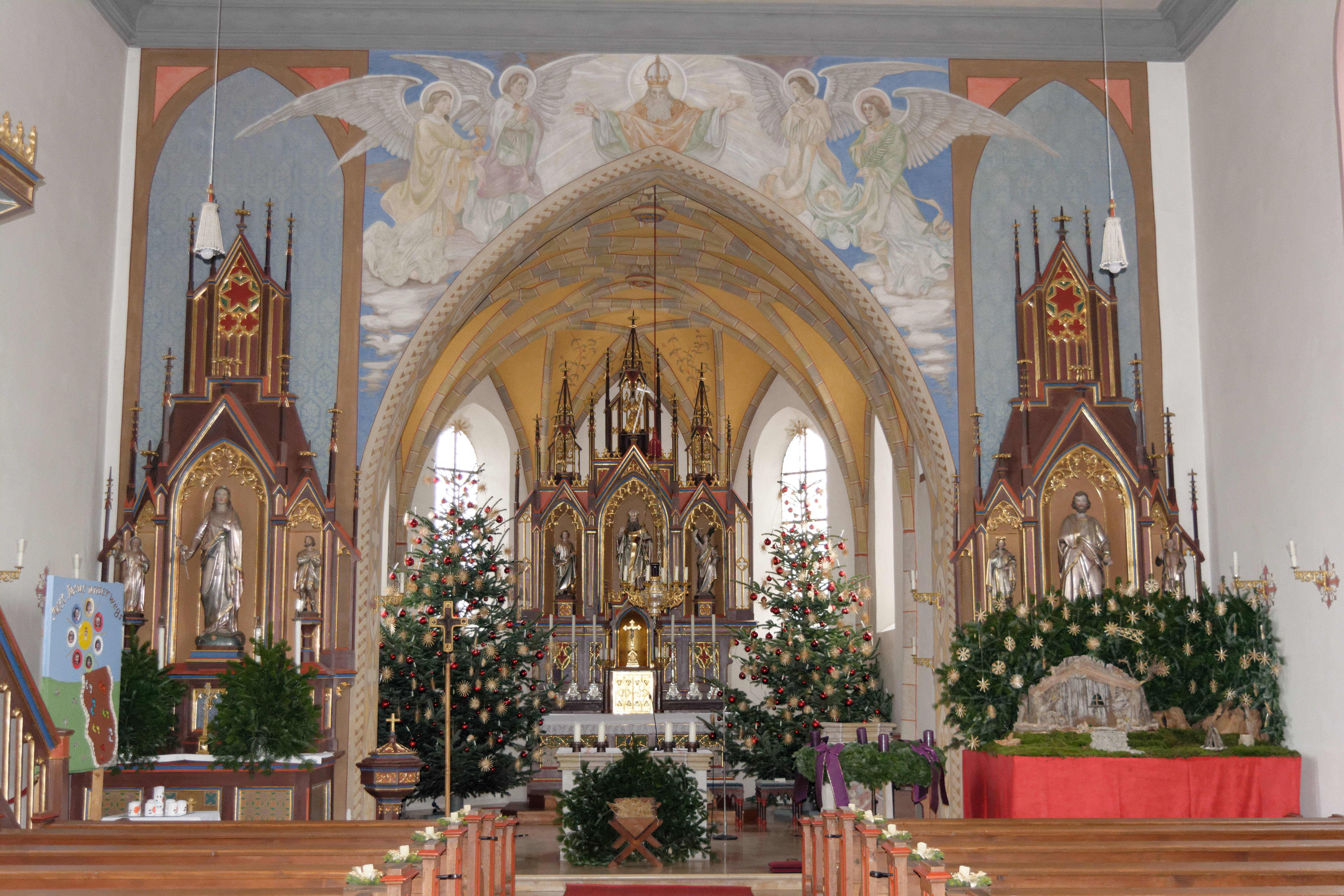
Innenraum

Der Hochaltar sowie die Seitenaltäre um 1875 sind neugotisch. Die Malereifragmente im Chor sind vermutlich aus der ersten Hälfte des 16. Jahrhunderts. Sie zeigen im Gewölbe die Heiligen Michael und Georg und an der Nordwand die Kreuzigung Christi, das Abendmahl und die Stifterfamilie. Das Deckengemälde im Langhaus hat den Ersten Weltkrieg zum Thema. Dieses schuf 1918 der Münchner Maler Oswald Völkel. In der Kirche befindet sich eine Kopie des Wessobrunner Gnadenbilds Maria, Mutter der Schönen Liebe. Anfang des 18. Jahrhunderts gründete sich um dieses Gnadenbild die Bruderschaft zur „Unbefleckten Empfängnis Mariens“.